# Kits Brook
Der Kits Brook ist ein Wasserlauf in West Sussex, England. Er entsteht als Abfluss einer Reihe von Teichen südlich von Copthorne. Er fließt in nördlicher Richtung und mündet im Westen von Copthorne in den Copthorne Brook.